# AFI (album)
AFI è la compilation pubblicata il 2 novembre 2004 dalla band hardcore punk omonima, che comprende 15 tracce provenienti dagli album registrati con la Nitro Records tra il 1995 e il 2001.

## Tracce

### Versione esplicita
| #  | Titolo canzone                                      | Durata | Album d'origine                    |
| -- | --------------------------------------------------- | ------ | ---------------------------------- |
| 1  | The Lost Souls                                      | 2:42   | The Art of Drowning                |
| 2  | The Days of the Phoenix                             | 3:27   | The Art of Drowning                |
| 3  | A Winter's Tale                                     | 3:24   | The Days of the Phoenix            |
| 4  | Totalimmortal                                       | 2:44   | All Hallow's                       |
| 5  | Fall Children                                       | 3:12   | All Hallow's                       |
| 6  | The Prayer Position                                 | 3:28   | Black Sails in the Sunset          |
| 7  | God Called in Sick Today                            | 3:21   | Black Sails in the Sunset          |
| 8  | Lower It (uscita vinile)                            | 2:18   | Black Sails in the Sunset          |
| 9  | A Single Second                                     | 2:11   | Shut Your Mouth and Open Your Eyes |
| 10 | Third Season                                        | 2:49   | Shut Your Mouth and Open Your Eyes |
| 11 | He Who Laughs Last                                  | 1:49   | Very Proud of Ya                   |
| 12 | I Wanna Get a Mohawk (But Mom Won't Let Me Get One) | 1:12   | Answer That and Stay Fashionable   |
| 13 | Perfect Fit                                         | 1:58   | Very Proud of Ya                   |
| 14 | Rolling Balls (uscita vinile)                       | 2:21   | Very Proud of Ya                   |
| 15 | Who Said You Could Touch Me? (uscita vinile)        | 1:24   | Very Proud of Ya                   |

## Formazione
- Davey Havok – cantante
- Jade Puget – chitarra, voce secondaria
- Hunter Burgan – basso, voce secondaria
- Adam Carson – batteria, voce secondaria